# Prescott (Michigan)
Prescott – wieś w Stanach Zjednoczonych, w stanie Michigan, w hrabstwie Ogemaw.